# Липицкий, Виктор Дмитриевич
Виктор Дмитриевич Липицкий (9 января 1921 года, с. Марфино, Московская область, РСФСР, СССР - 23 июня 1994 год, с. Федоскино, Мытищинский район Московская обл.), советский и российский художник декоративно-прикладного искусства, Федоскинская миниатюрная живопись, народный художник Российской Федерации (1994).

## Биография

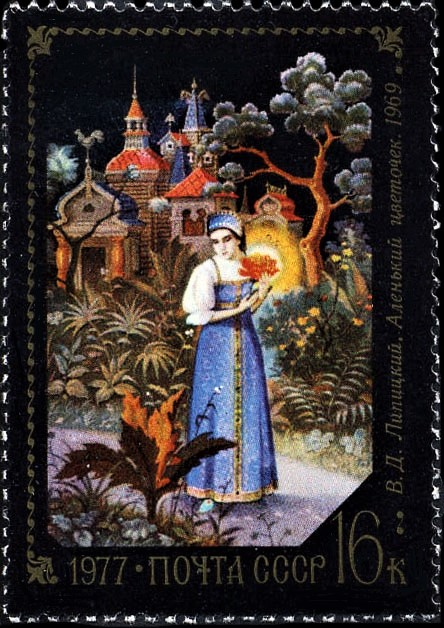
Аленький цветочек. Почтовая марка СССР, 1977 год

Родился 9 января 1921 году в селе Марфино Московской области.
Окончил 7 летнюю школу, а в 1939 году — окончил Федоскинскую школу миниатюрной живописи.
Начал работать с 1939 года. Один из виднейших мастеров лаковой миниатюры: работал в различных жанрах, главной темой его произведений являлась ленинская: работы «На прогулке», «Ленин с детьми», «Ленин в Горках», «Ленин на охоте», «Свежий номер».
Автор большого количества миниатюр на сказочные сюжеты, наиболее известная работа, «Аленький цветочек», лиричная и глубоко содержательная.
С 1956 года — член Союза художников.
Избирался членом правления МООСХ (1958—1969), членом художественного совета (1963—1965), членом художественного совета Федоскинской фабрики миниатюрной живописи, членом зонального выставкома (1960—1967).
Участник выставок: всесоюзная выставка художественных промыслов (1948), выставка народных мастеров (1949), республиканская выставка народных художественных промыслов (1952), международная выставка (Дания, 1954), выставка подарков, посвященная 70-летию И. В. Сталина (1950), всесоюзная выставка народного и декоративного искусства (1958), «Советская Россия» (1960, 1965), республиканская выставка народного искусства (1963), выставка в музее народного искусства (1957—1962), «В едином строю» (1964, 1967, 1969, 1971, 1974), «Защитникам Москвы посвящается» (1966), «Подмосковье мое» (1968), зональная выставка «Подмосковье» (1980, 1984, 1990), «По родной стране» (1981), областные, республиканские и всесоюзные выставки (1991—1994).
Основные работы: «Аленький цветочек», «По улице мостовой», «В. И. Ленин», «Ленин с детьми», «Ленин на охоте», «Царь-девица», «Конек-Горбунок», «Коробейники», «Танец», «Березки», «Красный мак», «Русский сувенир», «Погоня», «Осень», «Хозяйка медной горы», «Песня Леля», «Пушкин», «Фронт и тыл», «Песня о Москве», «Во имя мира», «Скачки», «Лермонтов», «Сталин-полководец», «Подвиг Матросова», «Дружба», «Кукуруза».
Работы находятся в музее народного искусства, в других музеях России и за рубежом.
Работы репродуцировались в Большой Советской энциклопедии, журналах «Огонек», «Декоративное искусство», «Советский Союз», в комплекте открыток «Федоскинская миниатюра», в сборнике «Народное декоративное искусство», в книге Ю. Овсянникова «Перо жар-птицы», в книге Г. Яловенко «Федоскино». Ветеран Великой Отечественной войны. Награждён юбилейными медалями. Награждён Орденом Ленина в 1966 году.

## Награды
- Орден Отечественной войны II степени (1985)
- Государственная премия РСФСР имени И. Е. Репина (1987) — за произведения федоскинской лаковой миниатюры (1984—1986)
- Народный художник Российской Федерации (17 мая 1994) — за большие заслуги в области декоративно-прикладного искусства
- Заслуженный художник РСФСР (1961)